# Функция Ляпунова
Функция Ляпунова — скалярная функция, используемая для исследования устойчивости решений обыкновенного дифференциального уравнения или системы обыкновенных дифференциальных уравнений с помощью второго (прямого) метода Ляпунова.
Названа в честь русского математика и механика Александра Михайловича Ляпунова (1857—1918), основоположника современной теории устойчивости.

## Описание
В общих теоремах об устойчивости существование функции Ляпунова с определёнными свойствами является достаточным условием устойчивости (неустойчивости) решения уравнения движения. Однако теоремы являются обратимыми и для многих классов обыкновенных дифференциальных уравнений существование функций Ляпунова является также необходимым условием.
Второй метод Ляпунова не требует нахождения самих решений дифференциальных уравнений, благодаря чему можно исследовать сложные нелинейные системы. Однако нахождение подходящей функции Ляпунова всегда являлось очень сложной задачей. Есть ряд исследованных случаев, для которых теоретически выводится критерий устойчивости с помощью общих теорем и функций Ляпунова. Например, устойчивость по первому приближению. Благодаря этому, второй метод Ляпунова является методом, имеющим, главным образом теоретический интерес, поскольку построение вспомогательных функций требует от исследователя неординарной математической интуиции. Однако, этот метод имеет и важное практическое значение.
Тем не менее, всё же самым главным преимуществом метода функций Ляпунова перед всеми остальными подходами к решению разнообразных задач устойчивости является его универсальность. Сейчас он является единственным математическим методом, который может использоваться для исследования устойчивости динамических систем любого нелинейного вида и любой размерности. Для исследования устойчивости исходные уравнения преобразуют к уравнениям возмущённого движения.

## Уравнения возмущённого движения
Для исследования устойчивости исходные уравнения преобразуют к уравнениям возмущённого движения.
Пусть дана некая система дифференциальных уравнений
{\displaystyle {\frac {dy_{i}}{dt}}=Y_{i}(t,y_{1},y_{2},...,y_{n}),}
{\displaystyle y_{i}=f_{i}(t)} — частное решение этой системы. Будем считать его невозмущённым, остальные же движения будут возмущёнными.
Тогда, чтобы исследовать его на устойчивость, нужно составить уравнения возмущённого движения.
Обозначим {\displaystyle x_{i}=y_{i}-f_{i}(t)} возмущение выбранного движения.
Тогда {\displaystyle {\frac {dx_{i}}{dt}}={\frac {dy_{i}}{dt}}-{\frac {df_{i}}{dt}}=Y_{i}(t,x_{1}+f_{1},x_{2}+f_{2},...,x_{n}+f_{n})-Y_{i}(t,f_{1},f_{2},...,f_{n})=X_{i}(t,x_{1},x_{2},...,x_{n}).}
Каждому движению исходной системы будет соответствовать решение новой системы. При этом невозмущённому решению будет соответствовать решение {\displaystyle x_{1}=x_{2}=...=x_{n}=0.} Это видно из уравнений {\displaystyle X_{i}(t,0,0,...,0)=0.}

## Определение функции Ляпунова (для автономных систем)
Пусть дана система возмущённого движения состоящая из {\displaystyle n} обыкновенных дифференциальных уравнений:
{\displaystyle {\frac {dx_{i}}{dt}}=X_{i}(x_{1},x_{2},...,x_{n})}
{\displaystyle i=1,2,3,...,n.}
При этом пусть {\displaystyle X_{i}} определены и непрерывны в области {\displaystyle |x_{i}|\leq H} (где {\displaystyle H} некоторая положительная постоянная) и обращаются в ноль при нулевых значениях переменных.
Функцией Ляпунова называется некоторая функция {\displaystyle n} переменных {\displaystyle V(x_{1},x_{2},...,x_{n}),} принимающая вещественные значения и удовлетворяющая свойствам:
1. Функция однозначная;
2. {\displaystyle V(0,0,...,0)=0;}
3. Непрерывная вместе со своими частными производными.

{\displaystyle V=V(x_{1},x_{2},...,x_{n})} называется знакоопределенной (определенно-положительной или определённо-отрицательной) если в области {\displaystyle |x_{i}|\leq h\leq H} она принимает значение только одного знака и обращается в ноль только в начале координат.
{\displaystyle V=V(x_{1},x_{2},...,x_{n})} называется знакопостоянной (положительной или отрицательной) если в области {\displaystyle |x_{i}|\leq h\leq H} она принимает значения только одного знака и обращается в ноль не только в начале координат.
{\displaystyle V=V(x_{1},x_{2},...,x_{n})} называется знакопеременной если принимает различные значения.

## Теоремы Ляпунова для автономных систем
Пусть
{\displaystyle x^{*}=0}
является точкой равновесия системы автономных дифференциальных уравнений
{\displaystyle {\dot {x}}=f(x),}
и пусть
{\displaystyle {\dot {V}}(x)={\frac {\partial V}{\partial x}}\cdot {\frac {dx}{dt}}=\nabla V\cdot {\dot {x}}=\nabla V\cdot f(x)}
будет производная по времени кандидата на функцию Ляпунова {\displaystyle V.}

### Устойчивость точки равновесия
Если кандидат-функция Ляпунова {\displaystyle V} является локально положительной и производная по времени является локально неположительной:
{\displaystyle {\dot {V}}(x)\leq 0\quad \forall x\in {\mathcal {B}}\setminus \{0\}}
в некоторой окрестности {\displaystyle {\mathcal {B}}} точки {\displaystyle 0,} тогда точка равновесия является устойчивой.

### Локальная асимптотическая устойчивость
Если кандидат-функция Ляпунова {\displaystyle V} является локально положительной и производная по времени локально является отрицательной:
{\displaystyle {\dot {V}}(x)<0\quad \forall x\in {\mathcal {B}}\setminus \{0\}}
в некоторой окрестности {\displaystyle {\mathcal {B}}} точки {\displaystyle 0,} тогда точка равновесия является локально асимптотически устойчивой.

### Глобальная асимптотическая устойчивость
Если кандидат-функция Ляпунова {\displaystyle V} является глобально положительной, радиально неограниченной и производная по времени является глобально отрицательной:
{\displaystyle {\dot {V}}(x)<0\quad \forall x\in \mathbb {R} ^{n}\setminus \{0\},}
тогда точка равновесия глобально асимптотически устойчива.
Кандидат-функция Ляпунова {\displaystyle V(x)} является радиально неограниченной если
{\displaystyle \|x\|\to \infty \Rightarrow V(x)\to \infty .}

## Пример
Рассмотрим следующее дифференциальное уравнение с решением x на {\displaystyle \mathbb {R} :}
{\displaystyle {\dot {x}}=-x.}
Принимая во внимание то, что функция {\displaystyle x^{2}} положительна в любой окрестности начала координат без точки нуль, она будет естественным кандидатом функции Ляпунова для изучения поведения {\displaystyle x.} Итак, пусть {\displaystyle V(x)=x^{2}} на {\displaystyle \mathbb {R} \setminus \{0\}.} Тогда,
{\displaystyle {\dot {V}}(x)=V'(x)f(x)=2x\cdot (-x)=-2x^{2}<0.}
Это показывает, что точка равновесия дифференциального уравнения является асимптотически устойчивой, а так как функция {\displaystyle V(x)=x^{2}} является радиально неограниченной, то точка равновесия глобально асимптотически устойчива.